# Guézéli
Guézéli est une  commune rurale de la préfecture de l'Ombella-M'Poko, en République centrafricaine. 

## Géographie
La commune est située au nord-ouest de la préfecture de l'Ombella-M'Poko. 
|            | Binon   | Koro-Mpoko |
| Bawi-Tédoa | Guézéli | Bossembélé |
|            | Mbali   | Yaloké     |

## Population
Sa superficie est de 2 795 km² pour une population estimée à 46 381 habitants en 2021.

## Villages
La plupart des villages sont situés sur la route nationale 3 (axe Yaloké-Bossemptélé).
En zone rurale, la commune compte les villages recensés en 2003 : Bodanga 1, Békadili, Bokala 1, Bopana, Bondi 1, Bogoli, Badissi, Gaza Gaza, Zoé, Békayara, Sékamoulé, Békazouta, Boutouni, Bekassembo,  Bodanaga 2, Bossemboubou, Bossemforo, Bekazenam, Boya, Bongbara.

## Enseignement
En 2023, la base de données des établissements scolaires relève 8 écoles primaires fondamental 1 sur la commune de Guézéli :
- École communautaire de Camp Bangui
- École villageoise Notre Dame de la Providence de Zawa
- École mixte de Békadili
- École mixte de Badissi
- École mixte de Bodanga 2
- École mixte de Boya
- École Fondation des écoles Charité de Gaga
- GSP